# Monster Rancher
Monster Rancher, in Giappone Monster Farm (モンスターファーム?, Monsutā Fāmu), è un videogioco pubblicato nel 1997 dalla Tecmo per PlayStation e in seguito per altre console.
Nel gioco si vestono i panni di un allevatore di mostri, il tutto si svolge fra elementi GdR e fantasy, l'originalità sta nel fatto che i mostri vengono creati inserendo CD-ROM di vario genere nella PlayStation. Le caratteristiche delle vostre creature sono fondamentali dato che dovranno scontrarsi con un'alta varietà di mostri nelle arene dei vari tornei che si svolgono nel gioco. Nel 2003 è uscito il quarto capitolo per PlayStation 2. Solo il secondo capitolo è uscito in Italia (ma solo in inglese).